# Hanasaari (île)
Pour les articles homonymes, voir Hanasaari.
Hanasaari, (finnois : Hanaholmen) est une île du sud de la Finlande située dans le golfe de Finlande, à l'ouest du centre-ville d'Helsinki.

## Géographie
L'île, de forme allongée orientée sud-ouest-nord-est, est située entre Lauttasaari et Otaniemi.
Elle est traversée au nord par l'autoroute Länsiväylä reliant Helsinki à Espoo et rattachée à l'île de Koivusaari située à l'est.